# Фацано (Ређо Емилија)
Фацано је насеље у Италији у округу Ређо Емилија, региону Емилија-Ромања.
Према процени из 2011. у насељу је живело 368 становника. Насеље се налази на надморској висини од 35 м.